# 1981年大韓民國總統選舉
1981年大韓民國總統選舉，於是年2月25日舉行，這是韓國第五共和国全斗煥政權所頒布的1980年新憲法實行期間，唯一的一次總統選舉，并采間接選舉。

## 背景
1979~1980年透过雙十二政變和5·17緊急戒嚴掌权的全斗煥开始着手修宪，1980年10月22日新宪法于1980年大韩民国公投通过，并于10月27日生效，随后根据新宪法举行本次总统选举。

## 选举制度
根据第五共和國宪法第五共和國总统由間接選舉产生，在1981年2月11日由全国20岁以上公民投票，在1,905個选区中选出5,278人的選舉人團，每個選區的人口不得低於1000人或超過5萬人，人口在2万人以下的選區選出2名選舉人；2~3万人，則為3名；3~4万人，則為4名；超過4万人，則為5名。選舉人的资格为30岁以上公民、在选区居住满6个月，并必須得到100至150名選民（人口少於5,000的選區為50至70名）推薦。
另一方面，總統候选人實行政黨提名制度，政黨提名的候選人自總統選舉日公佈之日起7日內提交提名書和批准書即可參選；就獨立候選人而言，则需在總統選舉之日起7天內提交300至500名總統選舉人的推薦信。總統竞选资格为40岁以上公民、在韩国居住满5年。
原本，國家保衛立法會議擬訂的總統選舉法草案，是讓選舉人像國會代表一樣聚集一處進行總統選舉，但要讓五千多人聚集一處投票存在困難。最終法案被修改為要求選舉人按國會選區聚集投票。在這種情況下，由於每個選區的選舉人人數很少，無記名投票的意义被削弱，不过实际上選舉人都必须透露他們支持的候選人，防止失信选举人情况发生。

## 选举結果

### 選舉人團选举
2月11日的選舉人團选举在1,905個选区中的1,792个举行，其他113个为同額選舉不进行投票，直接当选。当选的选举人中，民主正義黨候选人占69.5%，基本上已经确定民主正義黨全斗煥的当选。
| 政黨                | 候选人数   | 当选人数   | 当选比例 |
| ------------------- | ---------- | ---------- | -------- |
| 民主正義黨          | 4,928      | 3,676      | 69.5%    |
| 民主韓國黨          | 1,165      | 411        | 7.8%     |
| 韓國國民黨          | 137        | 48         | 0.9%     |
| 民权党              | 101        | 19         | 0.4%     |
| 民主社会党          | 1          | 0          | 0%       |
| 无党籍              | 2,951      | 1,123      | 21.4%    |
| 總计                | 9,283      | 5,278      | 100.0%   |
| 投票人数            | 15,593,877 | 15,593,877 |          |
| 選舉权人數 / 投票率 | 19,967,287 | 19,967,287 | 78.1%    |

### 总统选举
总统选举结果没有悬念地由全斗煥胜出，全斗煥开始其宪法规定的7年、不可连任的总统任期，成为韩国第十二任总统，开始第五共和国政府执政。而与全斗煥竞选的其他候选人所属的政党实际上都是与军政府较为亲近的花瓶党，而有｢官製野党｣的揶揄。
| 顺位                | 记号                | 候選人              | 政黨                | 得票數 | 得票率 | 当选标记 |
| ------------------- | ------------------- | ------------------- | ------------------- | ------ | ------ | -------- |
| 1                   | 4                   | 全斗煥              | 民主正義黨          | 4,755  | 90.2%  | 當選     |
| 2                   | 3                   | 柳致松              | 民主韓國黨          | 404    | 7.7%   |          |
| 3                   | 1                   | 金鍾哲              | 韓國國民黨          | 85     | 1.6%   |          |
| 4                   | 2                   | 金義澤              | 民权党              | 26     | 0.6%   |          |
| 總投票數            | 總投票數            | 總投票數            | 總投票數            | 5,271  |        |          |
| 選舉人人數 / 投票率 | 選舉人人數 / 投票率 | 選舉人人數 / 投票率 | 選舉人人數 / 投票率 | 5,277  | 99.9%  |          |